# Miles Robinson
Miles Robinson, né le 14 mars 1997 à Arlington au Massachusetts, est un joueur international américain de soccer qui évolue au poste de défenseur central au FC Cincinnati.

## Biographie

### En club
Robinson rejoint l'Université de Syracuse et son équipe de soccer en NCAA. Après seulement deux saisons, il anticipe son passage en pro et signe un contrat Génération Adidas avec la MLS. Il est repêché comme deuxième choix de la MLS SuperDraft 2017 par Atlanta United.

### En équipe nationale
Il reçoit sa première sélection en équipe des États-Unis le 7 septembre 2019, en amical contre le Mexique (défaite 0-3). Il entre en jeu sur le terrain au cours de la seconde mi-temps, en remplacement de son coéquipier Walker Zimmerman.
Le 1er juillet 2021, il est retenu dans la liste des vingt-trois joueurs américains sélectionnés par Gregg Berhalter pour disputer la Gold Cup 2021.

## Palmarès

### Collectif
Atlanta United
- Vainqueur de la Coupe MLS en 2018
- Vainqueur de la Coupe des États-Unis en 2019

 États-Unis
- Vainqueur de la Gold Cup en 2021

### Individuel
- Nommé dans l'équipe-type de la MLS (MLS Best XI) en 2019